# Акадзоме Емон
Акадзоме Емон (яп. 赤染衛門,あかぞめえもん, 956—1041) — японська поетеса середини періоду Хей'ан.

## Короткі відомості
Акадзоме Емон народилася у сім'ї Акадзоме Токімоті, чиновника столичної гвардійської управи (衛門府, емон-фу). Від нього походить псевдонім поетеси — Емон. Її мати, перед тим як стати дружиною Акадзоме, була жінкою Тайра но Канеморі, тому існують припущення, що саме він є справжнім батьком віршувальниці.
Акадзоме Емон була одружена із Ое Масахірою, відомим у Японії літератором часів Хей'ан. Від нього вона народила Ое Такатіку і Ґо-но-дзідзю. Поетеса прислужувала дружині Фудзівари Мітінаґи, Мінамото Рінсі.
Твори Акадзоме Емон містяться у «Збірці Акадзоме Емон» (赤染衛門集). Є гіпотеза, що вона також була автором «Ейґа моноґатарі». Поетеса була сучасницею Мурасакі Сікібу і Сей Сьонаґон. Вона брала участь у поетичних конкурсах 1035 і 1041 років.